# Капитан Видео и его видеорейнджеры
«Капитан Видео и его видеорейнджеры» — американский научно-фантастический сериал. Он транслировался на канале DuMont Television Network с 27 июля 1949 по 1 апреля 1955 и был первым научно-фантастический сериалом без единого сюжета во всём сериале.

## Сюжет
Сюжет сериала повествует о продолжении борцов с преступностью, Капитане Видео и его Видео-Рейнджерах. Они действуют со своей секретной базы, находящейся на вершине горы. Их форма похожа на форму армии США с нашитой молнией.
У Капитана Видео есть напарник-подросток, известный как Видео-Рейнджер. Капитан взял его по приказу комиссара по общественной безопасности, в обязанности которого входило следить за порядком в Солнечной системе и человеческими колониями на других планетах.
Постоянным врагом Капитана Видео был доктор Паули, изобретатель, носивший гангстерские костюмы но говорил с русским акцентом. Большинство серий крутились вокруг зловещих изобретений доктора Паули, Капитан Видео всегда их обезвреживал.

## Значение
Капитан Видео был первым супергероем на телевидении. Робот Тобор был одним из важнейших персонажей сериала, а также представлял собой первое появление робота в прямом эфире научной фантастики.

## Трансляция
Шоу транслировалось в прямом эфире пять-шесть дней в неделю и было чрезвычайно популярно среди детей и взрослых. Из-за преобладающей взрослой аудитории сериал транслировался с 19:00 до 19:30. До 1953 года сериал шёл 20 минут и занимал полчаса в сетке телевизионного канала. С 5 сентября 1953 по 29 мая 1954 год канал показывал спин-офф сериала, «Секретные файлы Капитана Видео», а по субботам сериал «Том Корбетт, космический кадет». Каждая из этих субботних получасовых трансляций показывала отдельную историю. Первоначально сериал «Капитан Видео и его Видео-Рейнджеры» транслировался из здания, занимаемого департаментом Ванамэйкер, а реквизит для сериала находился внизу.

## Бюджет
Производство сдерживалось очень низким бюджетом и в первых сериях Капитан Видео даже не имел своего собственного космического корабля. После увеличения бюджета у него появилось три космических корабля.
Первоначально только три Видео-Рейнджера были напарниками Капитана Видео: собственно Видео-Рейнджер, Рэнджер Роджер, офицер связи и Рейнджер Галлахед. Поскольку вскоре бюджет увеличился, увеличился и состав Видео-Рейнджеров.

## Космические корабли
После увеличения бюджета телесериала у Капитана Видео появились космические корабли, менявшиеся в некоторых сериях (всего было три). Первым кораблём был корабль X-9 (позже переименован в X-10), где экипаж лежал на локтях на двухъярусных кроватях. Именно в такой позе в то время представляли космические полёты. Позже Капитан Видео стал летать на космическом корабле, которым была ракета V-2 типа Galaxy с кабиной с откидывающимися креслами. Окончательным вариантом корабля стал корабль Galaxy II, введённый в начале 1953 года.

## Интересные факты
- Видео-Рейнджеры показывали семиминутные отрывки из старых ковбойских фильмов. Они были описаны в сообщениях офицера Роджера как приключения на Земле Капитана Видео в виде тайного агента.
- На основе сериала были выпущены товары с Капитаном Видео, пользующиеся успехом.[1]
- В рекламных паузах канал DuMont показывал «специальные сообщения от Капитана Видео». Их можно посмотреть на YouTube.[2]
- Качество сериала объясняется низким бюджетом.[3] Однако, Космическое Кольцо Капитана Видео показывает, что на сериал было затрачено больше средств, чем известно.[4]
- В первых сериях сценарии Капитана Видео были нелогичны и подвергались критике со стороны критиков и скептиков.[5]